# Juan Suárez Carvajal
Juan Suárez Carvajal (1485 – 6 de outubro de 1584) foi um prelado católico romano que serviu como bispo de Lugo (1539–1561).

## Biografia
Juan Suárez Carvajals nasceu em Talavera de la Reina, em Espanha, em 1485. No dia 9 de setembro de 1539 foi escolhido pelo Rei da Espanha e confirmado pelo Papa Paulo III como Bispo de Lugo. A 10 de março de 1561 aposentou-se do seu cargo de bispo e faleceu no dia 6 de outubro de 1584.